# Огородничук, Ярослав Дмитриевич
Ярослав Дмитриевич Огородничук (1952—2003) — бригадир монтёров пути строительно-монтажного поезда N 581 треста «Нижнеангарсктрансстрой» Министерства транспортного строительства СССР, Бурятская АССР. Герой Социалистического Труда (1990).
Указом № 546 Президента СССР Михаила Сергеевич Горбачёва «О присвоении звания Героя Социалистического Труда участникам сооружения Байкало-Амурской железнодорожной магистрали» от 10 августа 1990 года «за большой вклад в сооружение Байкало-Амурской железнодорожной магистрали, обеспечение ввода в постоянную эксплуатацию на всём её протяжении и проявленный трудовой героизм» удостоена звания Героя Социалистического Труда с вручением ордена Ленина и золотой медали «Серп и Молот».